# مجموعة تكافؤ
مجموعة التكافؤ عبارة عن مجموعة من الخلايا غير المحددة التي تكون لها نفس القدرات التنموية أو نفس القدرات على تبني أمصرة الخلايا المختلفة. ويقترح فهمنا الحالي أن مجموعات التكافؤ تقتصر على الخلايا التي تنشأ من نفس المصدر، والتي يطلق عليها كذلك اسم خلايا الأقارب. وفي الغالب، تتبنى الخلايا الموجودة في مجموعة تكافؤ مصائر مختلفة عن بعضها البعض.
وتأخذ مجموعات التكافؤ مصائر محتملة مختلفة من خلال طريقين عامين غير متنافيين. والآلية الأولى، والتي يطلق عليها الحث، تحدث عندما تحدد إشارة تنشأ من خارج مجموعة التكافؤ مجموعة فرعية من الخلايا الساذجة. وهناك وضع آخر، يطلق عليه اسم التثبيط الجانبي، والذي ينشأ عندما تتسبب إشارة في مجموعة التكافؤ في جعل خلية واحدة تتبنى مصيرًا سائدًا في حين يتم منع الخلايا الأخرى في المجموعة من القيام بذلك. في العديد من أمثلة مجموعات التكافؤ، يتم استخدام الحث والتثبيت الجانبي لتعريف أنماط أنواع الخلايا المميزة.
وتتبنى الخلايا الموجودة في مجموعة تكافؤ والتي لا تتلقى إشارة مصيرًا افتراضيًا. وبدلاً من ذلك، فإن الخلايا التي تتلقي إشارة تتخذ مصيرًا مختلفًا. وفي نقطة محددة، يتم تحديد مصائر الخلايا في مجموعة التكافؤ بشكل لا يمكن عكسه، وبالتالي فإنها تفقد قدرتها المتعددة. ويوفر ما يلي أمثلة على مجموعات التكافؤ التي تمت دراستها في الديدان الأسطوانية والزقيات.

## مجموعة تكافؤ خلية الطليعة الفرجية

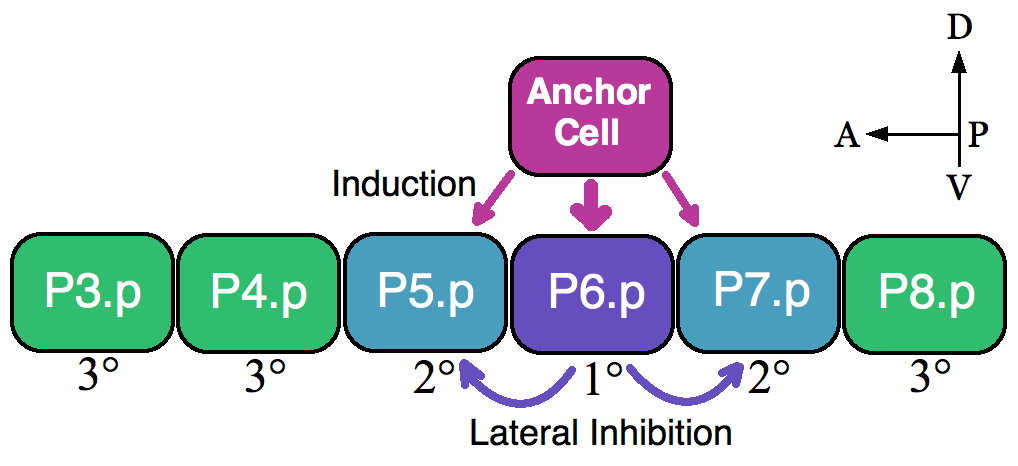
نموذج تحديد خلايا الطليعة الفرجية (الخلايا P3.p إلى P8.p) في الربداء الرشيقة. إشارة حثية من خلية الإرساء عبر LIN-3 تحدد تبني P6.p لـ 1°. ثم، تسبب الإشارة الجانبية LIN-12 أن تصبح P5.p وP5.7 عبارة عن 2°. ولا تتلقى خلايا الطليعة الفرجية الأخرى إشارة حثية ويتم تقرير مصيرها على أنها تنتمي إلى المجموعة 3. الجزء الأمامي ناحية اليسار.

### مقدمة
من الأمثلة الكلاسيكية لمجموعة التكافؤ خلايا الطليعة الفرجية (VPCs) التي تظهر في الديدان الخيطية. يخرج البيض المخصب ذاتيًا للربداء الرشيقة عبر الفرج. ويتطور هذا العضو من مجموعة فرعية من الخلايا لمجموعة تكافؤ تتكون من ست خلايا طليعة فرجية، من P3.p إلى P8.p، تتواجد بشكل بطني على المحور الأمامي - الخلفي. في هذا المثال، تقوم خلايا جسدية مفردة مغطاة، وهي خلية الإرساء، بحث الخلايا الطليعية الفرجية المجاورة لاتخاذ مصير الفرج 1 (P6.p) و2° (P5.p وP7.p). الخلايا الطليعية الفرجية التي لا يتم تحفيزها من النسب 3 (P3.p وP4.p وP8.p)، والتي تقوم بعمل خلايا البشرة التي تندمج مع البشرة المخلوية الكبيرة (انظر الصورة).
وتكون الخلايا الطليعية الفرجية الست مجموعة تكافؤ؛ وذلك لأن الخلايا الست جميعها تكون لديها القدرة على اتخاذ أي مصير من المصائر المتاحة (1 و2 و3) اعتمادًا على قربها من خلية الإرساء. وتشير تجارب الاستئصال إلى أن كل الخلايا الطليعية الفرجية تكون لديها القدرة على تبني مصائر الفرج. على سبيل المثال، إذا تم استئصال الخلية P6.p التي تصبح بشكل طبيعي 1، فإن الخلية الطليعية الفرجية الأقرب إلى خلية الإرساء، سواء كانت P5.p أو P7.p، تأخذ المصير 1. وبالإضافة إلى ذلك، إذا تم تدمير كل الخلايا الطليعية الفرجية باستثناء الخلية P3.p الخارجية الأكثر تطرفًا، فإن خلية الإرساء تحدد أن تأخذ هذه الخلية المصير 1. ومع ذلك، إذا تعرضت خلية الإرساء للموت، وفي غياب إشارة التحفيز والحث، فإن كل الخلايا الطليعية الفرجية تأخذ النسب الافتراضي 3.

### الآلية الجزيئية
تقوم خلية الإرساء بشكل مباشر بتحفيز مصائر الفرج من خلال إفراز الرابط المشابه لـ عامل نمو البشرة (EGF) LIN-3. وتتلقى الخلية P6.p إشارة LIN-3 من خلال مستقبلات التيروزين كيناز LET-23 (تتلقى P5.p وP7.p كذلك LIN-3، لكن بشكل أقل). ويؤدي تنشيط LET-23 في P6.p إلى تنشيط LIN-12 (الشق) في P5.p وP7.p. وتظهر الأدلة التجريبية أن LIN-12 ضروري ويكفي لتكوين المصير 2. ومن خلال التثبيط الجانبي، يمنع LIN-12 خلايا P5.p وP7.p من تبني النسب 1. وبالتالي، في هذا المثال، تشكل إشارات عامل نمو البشرة وتنشيط الشق الجانبي مجموعة تكافؤ الخلايا الطليعية الفرجية.

## مجموعة تكافؤ طليعة صبغة المزقيات

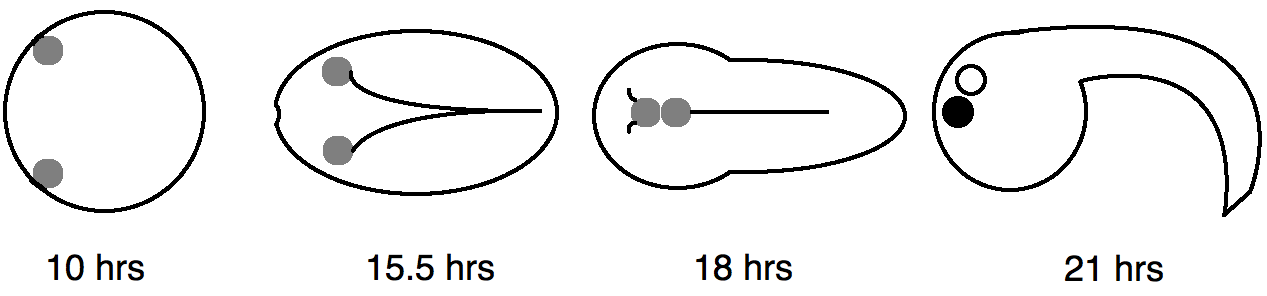
تشكل خلايا طليعة الصبغة الثنائية مجموعة تكافؤ تتفاعل في النهاية مع المصائر التي تستبعد بعضها بعضًا (الغبرة الأذنية والعين البسيطة). وموضح في الشكل الخط الزمني لتطوير جنين أناناس البحر (الجزء الداخلي إلى اليسار). تبقى خلايا طليعة الصبغة (الدوائر الرمادية) متكافئة إلى أن تتم محاذاتها بعد تكون العصيبة. وبعد 21 ساعة من التخصيب، يتم تحديد العين البسيطة (الدائرة البيضاء) والغبرة الأذنية (الدائرة السوداء).

### مقدمة
تحتوي يرقات المزقيات (انظر نافورة البحر) على زوج من الخلايا الصباغية الحسية التي يطلق عليها اسم الغبرة الأذنية والعين البسيطة. وتستخدم الغبرة الأذنية للشعور بالجاذبية، في حين تستجيب العين البسيطة للضوء. أثناء التخلق، يتم تطوير الغبرة الأذنية والعين البسيطة من خلايا طليعية متكافئة ثنائية. وهناك احتمالية متساوية أمام تطور خلية طليعة الصبغة اليمنى واليسرى إلى غبرة أذنية أو إلى عين بسيطة. ويتم تقرير المصير المتبع بعد إغلاق الأنبوب العصبي أثناء مرحلة تكوين برعم الذنب المبكرة (انظر الصورة)، من خلال آلية حث لم يتسن التعرف عليها بشكل جيد.
أثناء التطوير العادي، وبعد إغلاق الأنبوب العصبي، تتم محاذاة الخلايا الطليعية الصبغية بشكل ظهري على المحور الأمامي - الخلفي للأنبوب العصبي. والخلية التي تتم محاذاتها بشكل أمامي تصبح غبرة (حصاة) الأذن، في حين أن الخلية التي تتم محاذاتها بشكل خلفي تكون العين البسيطة. وفي غياب التفاعلات بين الخلايا، تتطور كلتا الخليتين إلى عيون، وهو المصير الافتراضي.

### الأساليب التجريبية لدراسة التكافؤ فيأناناس البحر (Halocynthia roretzi)
لتوضيح ما إذا كانت مصائر العين البسيطة أو غبرة الأذن يتم تحديدها في الجنين المبكر أو بعد محاذاة الخلايا الطليعية أثناء إغلاق الأنبوب العصبي، تم استخدام تقنيات الاستئصال والعلاج بالأدوية في أجناس المزقيات أناناس البحر.
يمكن أن يتم استئصال الخلايا المميزة بالفلوريسين أيزوثيوثيانات الدكستران (FDX) بالضوء من خلال تحفيز الفلوروسنت. عندما يتم استئصال خلية طليعة أصباغ واحدة من الخلايا المميزة بالفلوريسين أيزوثيوثيانات الدكستران أثناء مرحلة منتصف العصيبة (بعد 15 ساعة)، غالبًا ما يتم تطوير الخلية الأخرى لتكوين العين البسيطة. ومع ذلك، إذا تم تنفيذ الاستئصال أثناء مرحلة برعم الذنب المتأخرة (بعد 22.5 ساعة)، فإن الخلية المتبقية تكون أمامها احتماليات متساوية لكي تكون غبرة أذن أو عينًا بسيطة.
وهناك طريقة أخرى تتمثل في تثبيط تقسيم الخلايا والتشكل من خلال مثبط حركة الخلايا "ب"، وهي تستخدم لتحديد متى يتم تعيين مجموعة التكافؤ لخلايا الطليعة الصبغية. ويؤدي التعامل باستخدام مثبط حركة الخلايا في الأجنة في مرحلة برعم الذنب المبكرة (بعد 17 ساعة)، أثناء انفصال الخلايا الثنائية، إلى جعل كلتا الخليتين عينين بسيطتين. وعندما تم استخدام العقار بعد محاذاة الخليتين في خط الوسط الظهري، يتم تطوير الخلية الأمامية إلى عين بسيطة والخلية الخلفية إلى غبرة أذن بدون أي استثناء. وكلتا التجربتين تقترحان أن مصائر الخلايا الطليعية الصبغية يتم تحديدها بشكل لا رجعة فيه تقريبًا في منتصف مرحلة برعم الذنب (أي بعد 21 ساعة).

## مجموعات التكافؤ الأخرى
تم أيضًا وصف مجموعات التكافؤ كذلك في الخلايا الرئيسية للعقد العصبية في الجراد وإعاشات توصيل النهايات لـ O/P في العلقة. وعلى غرار الأمثلة الأخرى لمجموعات التكافؤ، تولد الخلايا الناتجة متكافئة وتصبح محددة من خلال التفاعلات الخلوية. وتعد مجموعات التكافؤ فكرة شائعة في مجال تطوير العديد من الكائنات الحية من الشعب المتنوعة.

## وصلات خارجية
- Nematode Vulva Development
- Ascidian Network for In Situ Expression and Embryological Data